# Alexis Marie Lahaye
Pour les articles homonymes, voir Lahaye.
 (septembre 2013).
Si vous disposez d'ouvrages ou d'articles de référence ou si vous connaissez des sites web de qualité traitant du thème abordé ici, merci de compléter l'article en donnant les références utiles à sa vérifiabilité et en les liant à la section « Notes et références ».
Alexis-Marie Lahaye est un peintre français né le 20 avril 1850 à Paris et mort le 3 avril 1914 à Nîmes.

## Carrière
À l'atelier de Carolus-Duran, il côtoie Maximilien Luce, Paul Helleu ou encore John Singer Sargent.
Il expose au Salon pour la première fois en 1876.
Il est distingué par une mention honorable au Salon de 1884.
En 1905, il est élu à l'Académie de Nîmes.

### Peintre de l'intime
Il est peintre de portraits, de paysages et de scènes de la vie quotidienne. Il semble avoir particulièrement porté son intérêt sur la représentation de sa famille au jour le jour. Il peint des portraits de ses enfants, mais aussi de sa femme dans l'intimité de leur maison.
Il est directeur de l'École des Beaux-Arts et conservateur du musée des beaux-arts de Nîmes jusqu'à sa mort.
Il eut pour élève le graveur Armand Coussens et le recruta comme professeur de dessin.

## Ses œuvres
1. La Joie du matin, huile sur toile, musée des beaux-arts de Nîmes.
2. Portrait de Berlioz, huile sur toile, Musée de la musique, Paris
3. Portrait d'Auber, huile sur toile, Musée de la musique, Paris.
4. Les Pierres d'Arles, panneau décoratif, exposé au Salon de la Société nationale des beaux-arts, 1911.
5. Portrait de Mlle O. de S., huile sur toile, exposé au Salon de la Société nationale des Beaux-Arts, 1913.
6. Petit berceau, huile sur toile, exposé au Salon de la Société nationale des Beaux-Arts, 1907.
7. Le Hameau, huile sur toile, 1909, exposé au Salon de la Société nationale des Beaux-Arts, 1909.

## Galerie

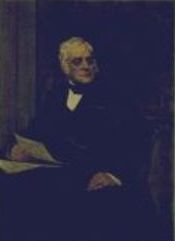
Portrait d'Auber
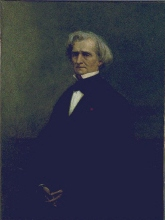
Portrait de Berlioz
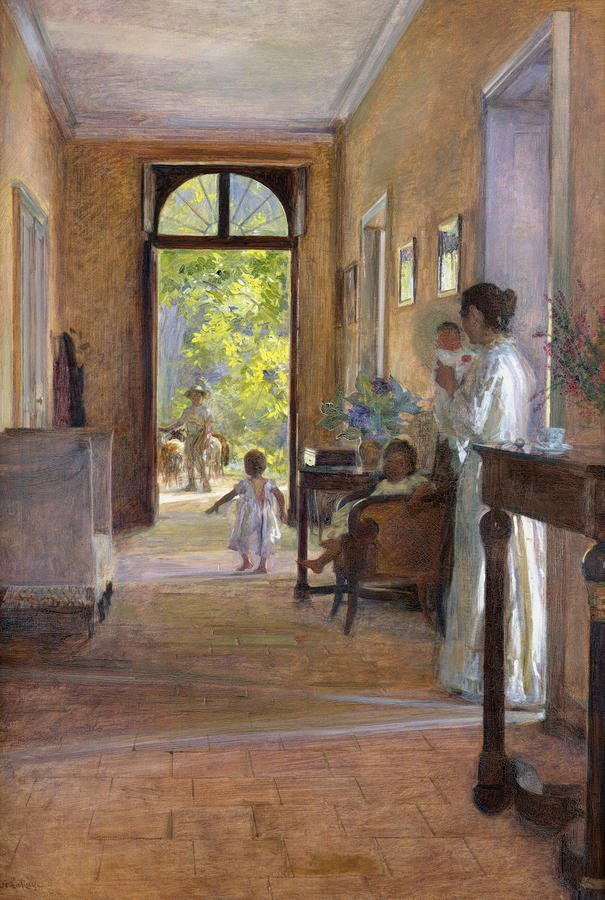
La Joie du matin, huile sur toile, musée des beaux-arts de Nîmes